# TypeScript
TypeScript is een open source programmeertaal ontwikkeld door Microsoft. Het is een strikte superset van JavaScript, en voegt typing en objectgeoriënteerd programmeren toe aan de taal. Anders Hejlsberg, hoofdarchitect van C# en bedenker van Delphi en Turbo Pascal, heeft aan de ontwikkeling van TypeScript gewerkt. TypeScript kan gebruikt worden voor de ontwikkeling van JavaScript-toepassingen voor client-side of server-side (Node.js).

## Kenmerken
TypeScript is ontworpen voor de ontwikkeling van grote toepassingen en transcompileert naar JavaScript. Omdat het een superset is van JavaScript, is elk bestaand JavaScript-programma automatisch ook een geldig TypeScript-programma.
TypeScript ondersteunt klassen volgens ECMAScript 2015.
Voorbeeld:
```
class
 
Person
 
{

    
constructor
(
private
 
name
:
 
string
,
 
private
 
age
:
 
number
,
 
private
 
salary
:
 
number
)
 
{
 
}

    

    
toString
()
:
 
string
 
{

        
return
 
`
${
this
.
name
}
 (
${
this
.
age
}
) (
${
this
.
salary
}
)`
;
 

    
}

}

```

De TypeScript-compiler, genaamd tsc, is zelf geschreven in TypeScript.